# شاجح (بني سعد)

تعديل مصدري - تعديل

شاجح هي إحدى قرى عزلة الجعافره الغربية بمديرية بني سعد التابعة لمحافظة المحويت، بلغ تعداد سكانها 59 نسمة حسب تعداد اليمن لعام 2004.